# Mercedes Bresso

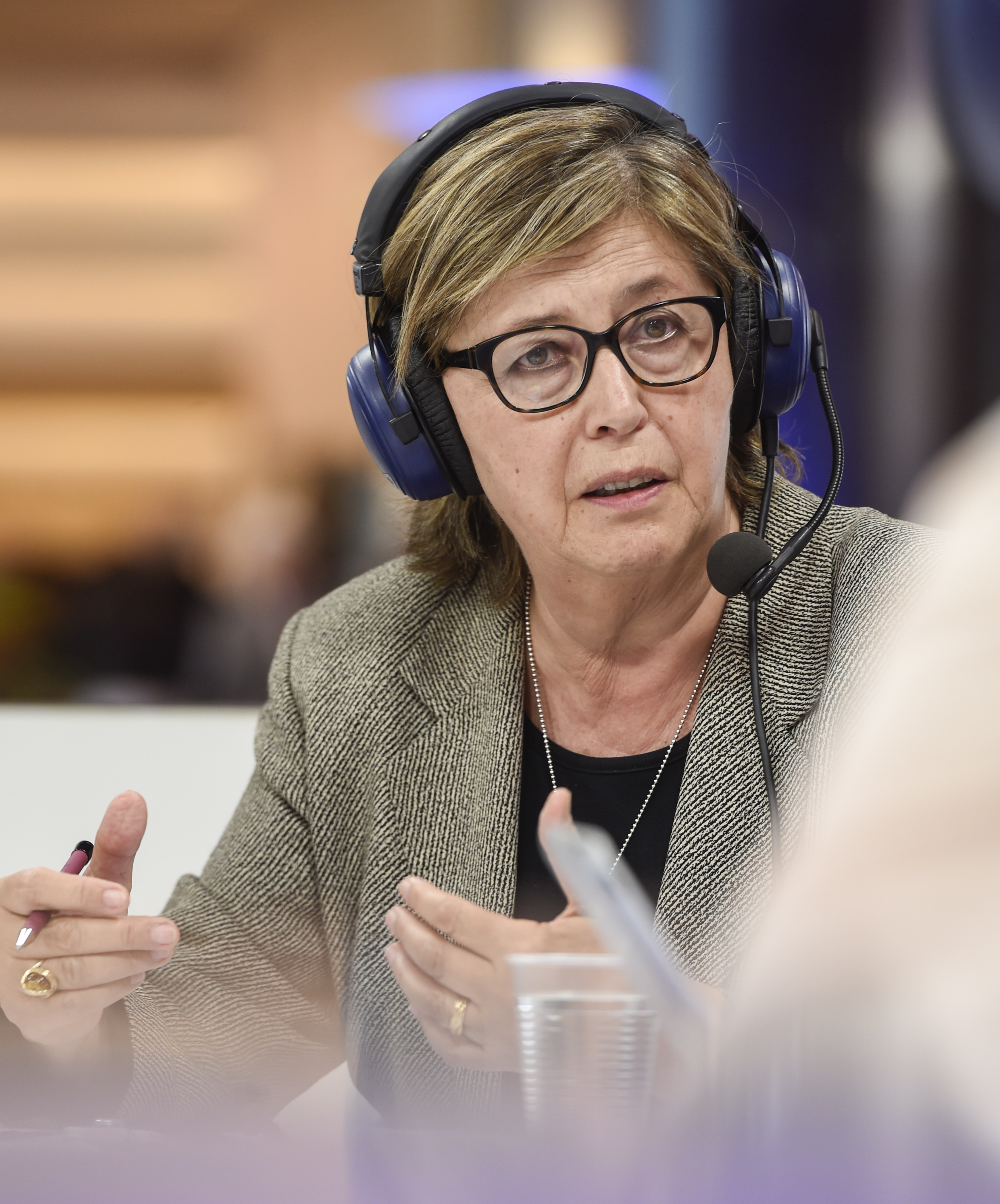
Mercedes Bresso (2016)

Mercedes Bresso (* 12. Juli 1944 in San Remo) ist eine italienische Politikerin und Mitglied des Europäischen Parlaments. Sie ist Mitglied der Mitte-links-Partei Partito Democratico.

## Karriere
Bresso wurde 1944 in Sanremo, Provinz Imperia in Ligurien, geboren.
1969 promovierte sie in Volkswirtschaftslehre; seit 1973 ist sie Professorin des wirtschaftswissenschaftlichen Instituts an der Fakultät für Ingenieurwesen der Polytechnischen Universität Turin.
Von 1989 bis zu deren Auflösung im Jahr 2008 war Bresso aktives Mitglied der Democratici di Sinistra, seitdem ist sie in der Partito Democratico aktiv. Von 1985 bis 1995 war sie in der piemontesischen Regionalregierung Regionalministerin für Bauwesen und Städteplanung (Assessore Regionale per la Pianificazione Territoriale), von 1995 bis 2004 war sie Präsidentin der Provinz Turin. 
Seit 2002 ist sie stellvertretende Vorsitzende des AICCRE; von 2000 bis 2004 war sie Vorsitzende der World Federation of United Cities und von 2004 bis 2005 Mitbegründerin und Vorsitzende der Organisation Cités et Gouvernements locaux Uni.
Von April 2005 bis Oktober 2008 war sie Präsidentin der Union Europäischer Föderalisten (UEF) (in Deutschland: Europa-Union Deutschland). Nachfolger wurde Andrew Duff.
Im Februar 2010 wurde sie zur ersten Präsidentin des Ausschusses der Regionen gewählt. Ihre zweieinhalbjährige Amtszeit endete im August 2012. 
Im Mai 2014 wurde sie wieder in das Europäische Parlament gewählt. Bei der Wahl im Mai 2019 verpasste sie zunächst die Wiederwahl ins Parlament. Am 6. April 2023 rückte sie für Pierfrancesco Majorino ins Europaparlament nach.

## Veröffentlichungen
Unter anderem als Koautorin:
- Il bilancio e le politiche strutturali della CEE (mit anderen), Le Monnier, Firenze, 1979
- Pensiero economico e ambiente, Loescher, Torino, 1982
- Per un'economia ecologica, NIS, Roma, 1993
- Economia ecologica, Jaca Book, 1996